# マルゴ経営研究会
株式会社マルゴ経営研究会（まるごけいえいけんきゅうかい）は、かつて存在した田辺製薬系企業であった。
企業経営の診断・指導および社員研修・コンピューターによる受託計算処理・周辺機器の賃貸・ダイレクトメールの宛名印刷・広告宣伝代理業務を行っていた。

## 概要（最終）
- 本社：大阪府吹田市豊田町4-14
- 資本金:4,500万円
- 代表取締役社長 綿野信雄

### 株主
- 田辺製薬100％

### 主な取引企業
- 田辺製薬系の企業

## 沿革
- 1957年（昭和32年） - 「マルゴ小売薬業経営相談所」を田辺製薬株式会社大阪工場内に設置。
- 1964年（昭和39年2月25日） - 「マルゴ小売薬業経営相談所」の業務を田辺製薬から引き継ぎ、資本金1,000万円で設立。